# Selma (Calanca)
Selma (toponimo italiano; in dialetto ticinese Selme) è una frazione di 29 abitanti del comune svizzero di Calanca, nella regione Moesa (Canton Grigioni).

## Geografia fisica
Selma è situato in Val Calanca, sulla sponda sinistra del torrente Calancasca; dista 25 km da Bellinzona e 117 km da Coira. Il punto più elevato del territorio è a quota 2 674 m s.l.m. sul Piz de Groven, in corrispondenza del confine con Santa Maria in Calanca e Cauco.

## Storia
Già comune autonomo istituito nel 1851 e che si estendeva per 2,91 km²; il 1º gennaio 2015 è stato accorpato agli altri comuni soppressi di Arvigo, Braggio e Cauco per formare il nuovo comune di Calanca.

## Monumenti e luoghi d'interesse
- Chiesa parrocchiale cattolica dei Santi Giacomo e Pietro, eretta nel 1582 e ricostruita nel 1662-1667[1];
- Cappella di San Rocco al Ponte, eretta nel XVI secolo[1];
- Cappella di Sant'Antonio da Padova, eretta nel 1716[1];
- Cappella di Nostra Signora di Einsiedeln al Monte, eretta nel 1773[1].

## Società

### Evoluzione demografica
L'evoluzione demografica è riportata nella seguente tabella:
Abitanti censiti

## Infrastrutture e trasporti
L'uscita autostradale più vicina è Roveredo, sulla A13/E43 (13 km), mentre la stazione ferroviaria di Grono, in disuso, dista 12 km. La frazione è raggiungibile tramite autopostale da Grono (tragitto di circa 27 minuti). Da Selma parte una funivia per Landarenca.